# خط ۷بیس متروی پاریس
خط ۷بیس متروی پاریس (انگلیسی: Paris Métro Line 7bis) یکی از دو خط کوتاه متروی پاریس است.
این خط که در سال ۱۹۶۷ تأسیس شده دارای ۸ ایستگاه و ۳٫۱ کیلومتر طول می‌باشد.

Geographically accurate path of Paris Métro Line 7bis.